# Asaramanitra Ratiarison
Asaramanitra Ratiarison (ur. 7 stycznia 1988 w Antananarywie) – madagaskarska judoczka, uczestniczka igrzysk olimpijskich w 2016 roku. 

## Życiorys
W 2005 roku została brązową medalistką mistrzostw Afryki U20. W latach 2013–2016 czterokrotnie została brązową medalistką mistrzostw Afryki w wadze do 48 kg. 
W 2016 roku zakwalifikowała się na igrzyska olimpijskie rozgrywane w Rio de Janeiro i została wyznaczona na chorążego drużyny olimpijskiej Madagaskaru. Wzięła udział w rywalizacji do 48 kilogramów. W 1/16 przegrała z reprezentantką Kuby Dayaris Mestre i odpadła z dalszej rywalizacji. W klasyfikacji końcowej uplasowała się na 17. miejscu. 